# Renault Magnum
Der Renault Magnum, eingeführt unter dem Namen Renault AE Magnum (das AE ist später entfallen), ist eine von 1990 bis 2013 produzierte LKW-Baureihe des französischen Herstellers Renault Trucks. Die Modellreihe erschien 1990 als schwerste LKW-Baureihe des französischen Herstellers. Sie trat damit die Nachfolge der R-Serie an, die jedoch bis zum Erscheinen des leichteren Modells Premium im Jahre 1996 noch parallel angeboten wurde. Nachfolgemodell wurde der am 11. Juni 2013 in Lyon erstmals vorgestellte T-Truck.

## Modellgeschichte
Der Renault Magnum verfolgte ein im europäischen LKW-Bau völlig neues Konzept. Das Fahrerhaus wurde vom Motorraum räumlich komplett getrennt und erhielt einen ebenen Boden, in den kein Motortunnel mehr hereinragte. Durch die Trennung wurden auch Geräusche und Vibrationen für die Insassen wesentlich gedämpft. Auch optisch wurde das Fahrerhaus vom Rest des Fahrzeuges klar erkennbar getrennt. Die Sattelschlepper erhielten serienmäßig eine Chassisverkleidung, die bei anderen Herstellern allenfalls optional erhältlich war. Ungewöhnlich war auch, dass der Aufstieg in das für damalige Verhältnisse sehr hoch bauende Haus hinter der Vorderachse und nicht wie sonst üblich davor erfolgte. Auch erhielt der Magnum ab Werk elektrische Jalousien an den Fenstern. Durch seine extreme Quaderform und die hohe Scheibe wirkte und wirkt das Fahrzeug sehr wuchtig.
Verantwortlich für die Gestaltung war der italienische Auto-Designer Marcello Gandini, der sich mit zahlreichen ungewöhnlichen PKW-Entwürfen wie den Lamborghini-Modellen Miura und Countach, aber auch dem Lancia Stratos einen Namen gemacht hatte, die er entweder in Diensten der Carrozzeria Bertone oder als selbständiger Designer verantwortete.
Die Motorisierung begann ursprünglich bei 287 kW. Zwischenzeitlich betrugen die Leistungsstufen 294, 324 und 353 kW; später waren nur noch 338 und 368 kW erhältlich. Zuletzt waren drei Leistungsstufen mit 323, 353 und 382 kW im Programm. Die Motorenbaureihe DXi13 stammte von Volvo; diese teilte sich der Magnum mit der zeitgenössischen Version des Volvo FH aus dem heutigen Mutterkonzern von Renault Trucks, Volvo Trucks. Alle Motoren waren Reihen-Sechszylinder-Dieselmotoren; der Hubraum lag zuletzt bei 12,8 l.
Die Motorleistung in PS war Bestandteil der Typenbezeichnung der Fahrzeuge und prangte auf kleinen Schildern auf den Türen. Das Williams-Grand-Prix-Team benutzte zu dieser Zeit Magnum-Zugmaschinen für den Transport seiner Formel-1-Rennwagen, die mit Motoren von Renault Sport ausgerüstet waren. Diese Zugmaschinen hatten Türschildchen mit der Angabe „750“ (550 kW).
Das Gesamtkonzept des Fahrzeuges blieb auf dem Markt einzigartig; andere Hersteller boten in den Folgejahren jedoch auch vergrößerte und erhöhte Fahrerhäuser mit teilweise vergleichbarer oder noch größerer Stehhöhe und ebenem Boden an.
Im Jahre 1991 wurde der damalige Renault AE zum Truck of the Year gewählt. Im Jahre 1998 fiel die Bezeichnung AE weg, seitdem hieß das Modell nur noch Renault Magnum. Größere Modellpflegen bzw. Facelifts erfolgten in den Jahren 1998, 2002 und 2010, wobei jeweils auch die Inneneinrichtung des Fahrerhauses komplett überarbeitet wurde.
Serienmäßig verfügten die Fahrzeuge über ein 16-Gang-Schaltgetriebe von ZF; optional war ein Automatikgetriebe erhältlich. Weite Verbreitung fand der Renault Magnum vor allem in seinem Heimatland Frankreich sowie auf der iberischen Halbinsel.
Insgesamt wurden in 24 Produktionsjahren 129.346 Exemplare gefertigt.

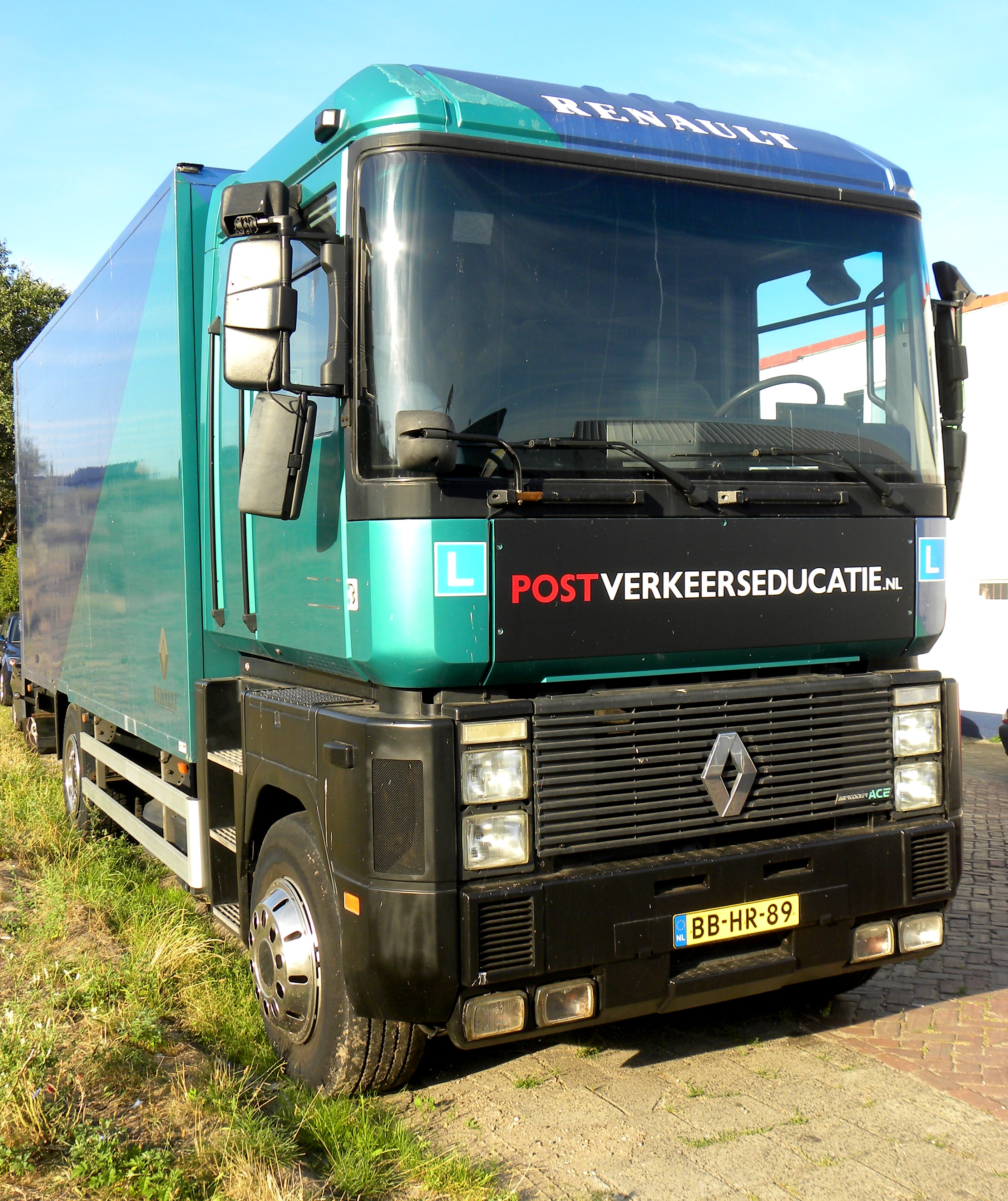
Renault AE Magnum 1990–2001
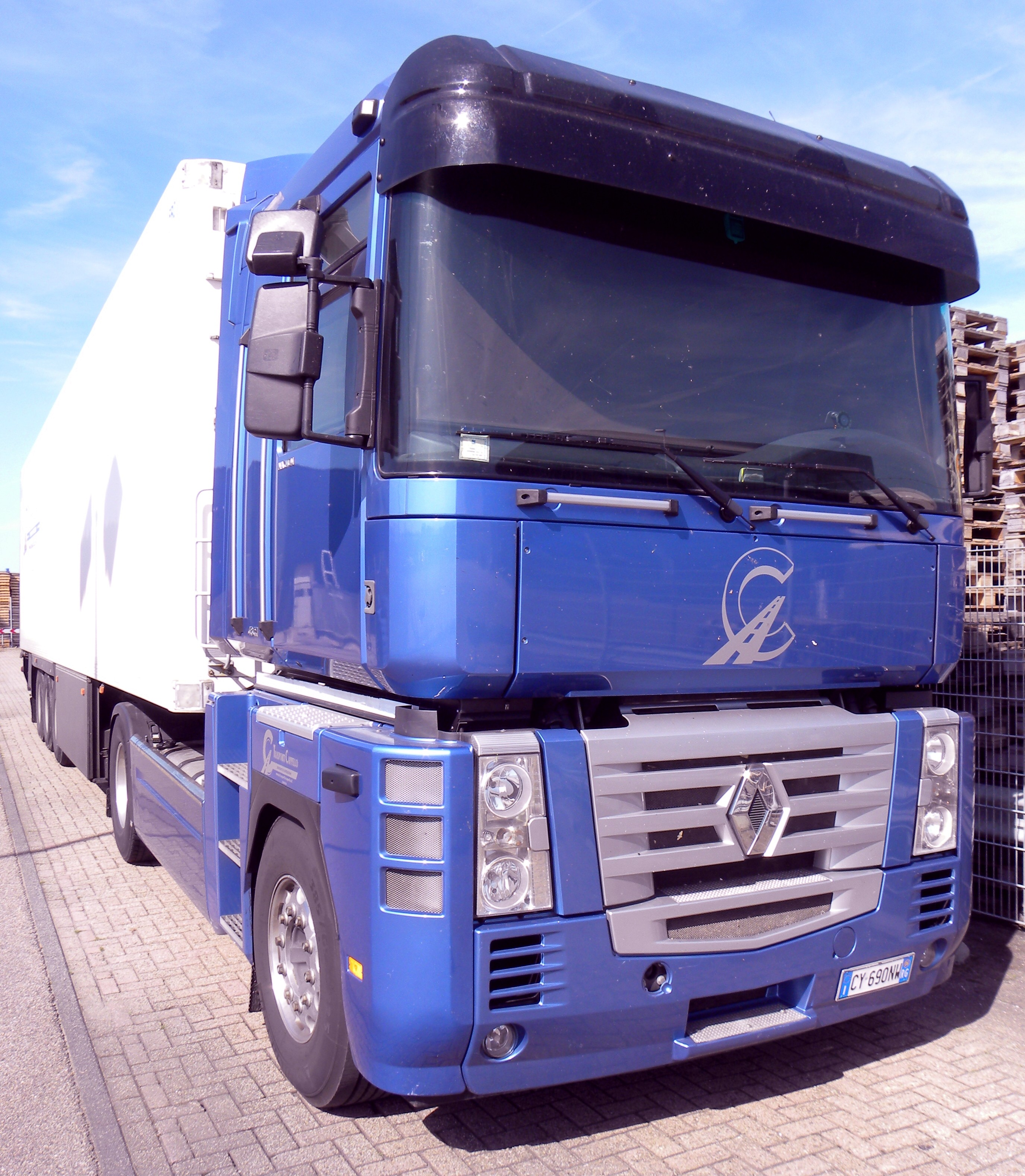
Renault Magnum 2001–2010
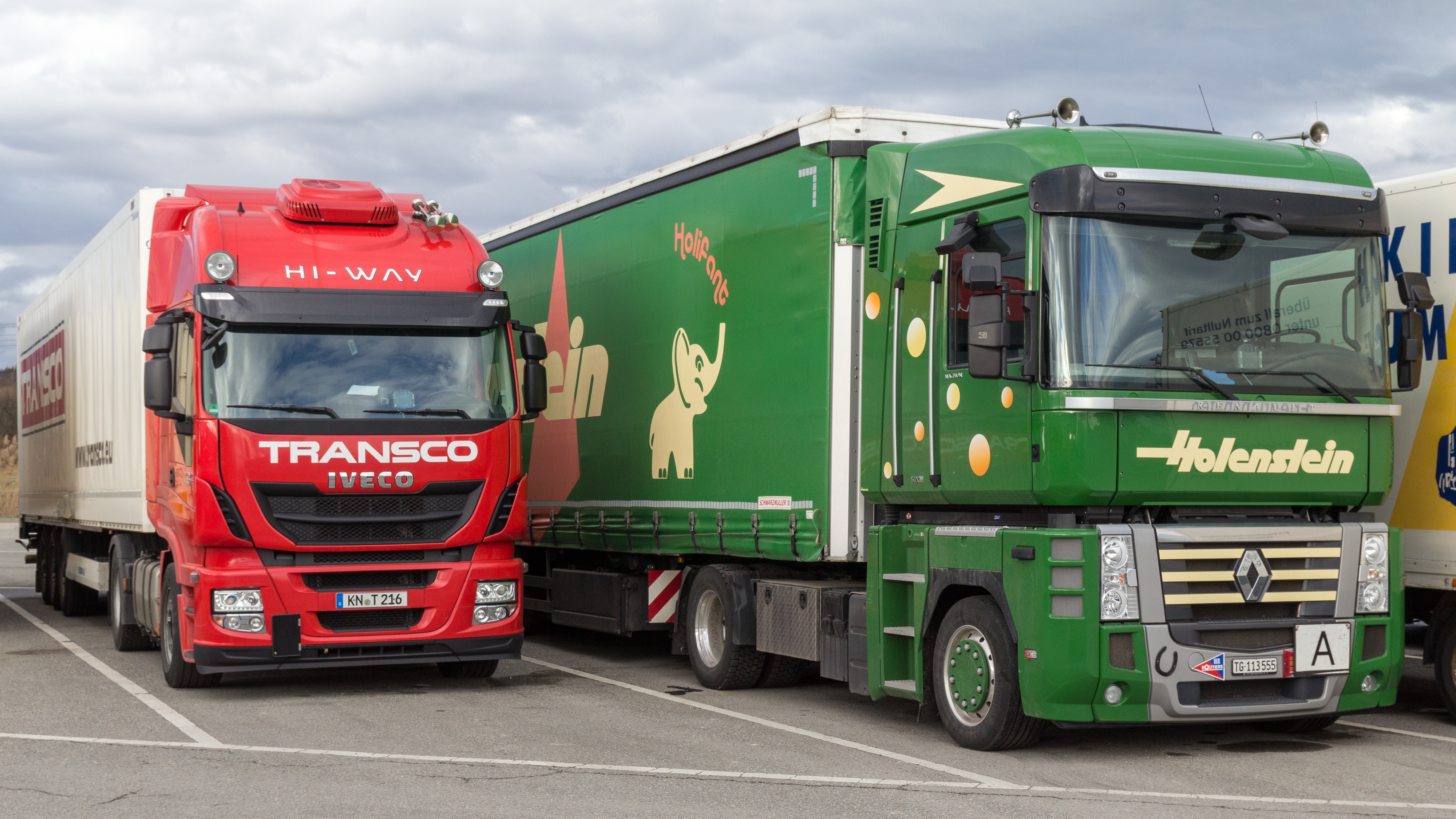
(Iveco Stralis und) Renault Magnum 520, 2010–2013